# Nalini Nadkarni
Nalini Nadkarni , född 1954 i Bethesda, Maryland, är en amerikansk ekolog som banat väg för studier av krontaket i Costa Ricas regnskog. Nadkarni tog sig upp med hjälp av bergsklättringsutrustning för en första inventering av trädkronorna 1981, följt av ytterligare två inventeringar 1984.

## Karriär
Nadkarnis intresse för regnskogsekologi väcktes av motsättningen i dess växtliv. Trots sin näringsfattiga jord hyser regnskogen både rikliga mängder och stor variation av växter, och hennes mål var att undersöka hur växtlivet uppehölls. Hennes studier i trädkronorna visade att epifyterna, alltså icke-parasitiska växter som orkidéer och ormbunkar vilka bor på grenar och stammar av andra växter, fångade organiskt material under deras rotsystem. Detta organiska material bildade så småningom en näringsrik matta, och träden i regnskogen hade utvecklat luftrötter, som utgick från deras stammar och grenar, för att ta upp dessa näringsämnen. Luftrötterna som växte in i mattorna försåg träden i regnskogen med den näring de inte kunde få från den näringsfattiga jorden.
Nadkarni och hennes arbete i Costa Ricas regnskog var 1988 med i PBS - serien, Den Andra Resan av Mimi, med en ung Ben Affleck i huvudrollen. Hon har bibehållit intresset för att nå ut till allmänheten och hennes arbete uppmärksammades på National Science Foundations hemsida. Hon är författare till Between Earth and Sky: Our Intimate Connections to Trees (Mellan Jord och Himmel: Vår Intima Förbindelser till Träd) och har presenterat TED Talks om att bevara krontaket och naturvetenskap i fängelse. Hon har även skrivit text (förord och citat) i en bok för unga upptäcktsresande, Kingfisher Voyages: Rain Forest (Kungsfiskare Resor: regnskog), som publicerades 2006. Hennes arbete har också innefattat att i ett samarbete med fångar utveckla mossodlingstekniker, och att ta med konstnärer som musikern och biologen Duke G. Brady upp i trädkronorna för att skriva och arbeta.
Hon är för närvarande professor vid Institutionen för Biologi vid University of Utah.

## Biografi
Nadkarni föddes i Bethesda, Maryland, som tredje barnet till Moreshwar och Goldie Nadkarni. Hennes far invandrade till Iowa från Thane, Indien, medan hennes mamma var infödd judinna från Brooklyn med rysk och ukrainsk härkomst. Nadkarni har sin grundutbildning från Brown University och sin Ph D. från University of Washington. Hon är gift med myrmekologen Jack Longino, också professor vid University of Utah. De har två barn.

## Utmärkelser och priser
Nadkarni har fått många utmärkelser och priser.
- John Simon Guggenheim Fellowship, 2001
- Aldo Leopold Leadership Fellowship, 2004
- University of Miami’s Distinguished Visiting Professor Award
- J. Sterling Morton Award from the National Arbor Day Foundation
- Grace Hopper Lifetime Achievement Award
- Public Service Award from the National Science Board, 2010
- AAAS Public Engagement With Science Award, 2011
- Monito del Giardino Prize for Environmental Action, 2012
- Honorary Doctorate of Science from Brown University, 2014[14]

## Namngivna arter
- Procryptocerus nalini Longino & Snelling 2002 -myra [15]
- Porina nadkarniae Lücking & Merwin 2008 - Epifytisk lav